# Čelo Pertot
Čelo (Celestin) Pertot, slovenski kipar, * 26. avgust 1924, Nabrežina - 28. januar 2024, Kungsholmen, Švedska.

## Življenje in delo
Po študiju kiparstva in medaljerstva v Rimu (1947–1949), Dunaju (1950) in Ljubljana (1951) je nato študij še dve leti nadaljeval v Stockholmu, kjer se je za stalno naselil. Tu je postal učitelj ulivanja v bron na tamkajšnji akademiji. Pertot, ki izhaja iz nabrežinskega kamnoseškega okolja je najprej obdeloval kamen, po študiju pa se je posvetil odkrivanju starih načinov ulivanja v bron in svinec. Samostojno je razstavljal v Stockholmu (1954), Rimu (1955) ter leta 1956 v Ljubljani, Zagrebu, Beogradu in Dunaju. Kasneje je kiparstvo opustil in se posvetil verskemu delovanju.